# Celui-au-dessus-de-tout
Pour les articles homonymes, voir Dieu (homonymie).
« Celui-au-dessus-de-tout » (The One-Above-All) ou Celui « Au-dessus-de-tous-les-autres » (Above-All-Others) est une entité cosmique évoluant dans l’univers Marvel de la maison d'édition Marvel Comics. Créé par le scénariste Stan Lee et le dessinateur Jack Kirby, le personnage de fiction est mentionné pour la première fois dans le comic book Fantastic Four (vol. 1) #72 en mars 1968 et fait sa première apparition visible dans Howard the Duck (vol. 3) #6 en août 2002.
Le personnage est la personnification de Dieu dans cet univers de fiction. « Celui-au-dessus-de-tout » est le créateur de l'univers Marvel et le maître de l'entité cosmique connue sous le nom du Tribunal vivant. Il est connecté avec toutes les réalités alternatives de l'univers Marvel. Il n’apparaît pas réellement en tant que personnage, mais plutôt comme des évocations ou des mentions à celui-ci.
La cosmologie religieuse de l’univers Marvel est très complexe, avec plusieurs panthéons de déités qui coexistent dans un même univers et avec plusieurs démons qui affirment être le Satan biblique ou qui aiment se faire passer pour lui (comme Méphisto). Le dieu unique des trois religions monothéistes (judaïsme, christianisme et islam) se situe au-dessus d’eux.

## Historique de la publication et biographie du personnage
La première mention de l'entité dénommée plus tard « Celui-au-dessus-de-tout » date de Fantastic Four (vol. 1) #72 (1968) quand Jane Storm, alors enceinte, craint pour la vie de son mari Red Richards pendant son affrontement avec le « tout puissant » Surfer d'argent. Mais le personnage d'Uatu le Gardien lui répond alors qu'il n'existe qu'un seul être qui mérite un tel nom, et que « Sa seule arme est... l'amour ! »,.
Le personnage est ensuite mentionné en tant que « Dieu » par le Tribunal vivant lorsque celui-ci rencontre le Docteur Strange.
Dans la série Tomb of Dracula, le seigneur vampire Dracula est confronté à l’opposition d’un adversaire invisible et non nommé. Quand son fils Janus nait, Dracula est terrifié à l’idée qu’il soit de conception divine.
Dans l'arc narratif Guardian Devil (en) (1998-1999), Daredevil demande l'aide du Docteur Strange pour avoir des informations concernant les origines d'un bébé de l’Église de Sainte-Maggie qui pourrait être la nouvelle incarnation de Jésus-Christ ou de l'Antéchrist. Strange lutte alors pour obtenir de Méphisto des informations et le terrasse. Daredevil et Strange découvrent ensuite que le Messie est censé revenir sur Terre en tant qu'homme — et non comme enfant — pour le Jugement dernier, au lieu de les réformer.
Dans le comic Howard the Duck (vol. 3) #6 (2002), lorsque Iprah, un présentateur de talk-show est possédé par un hybride d’ange et de démon appelé le « Deutéronome », Howard le Canard (devenu une souris de taille humaine) utilise le cigare magique du Saint des Thérapeutes pour tuer Iprah et bannir le Deutéronome de la Terre, mais avale par mégarde une bouffée du cigare et est instantanément désintégré. Howard est alors envoyé en enfer mais il est sauvé par Yah, un être qui affirme être « Dieu », en reconnaissance de son rôle dans la défaite du Deutéronome ; il discute ensuite avec Howard sur le sens de l’existence avant de le renvoyer sur Terre sous son apparence de canard.
Dans l'histoire Marvel: The End (en) (2003), le personnage manipule discrètement Thanos afin de recréer l’univers que le Titan avait détruit.
Dans Fantastic Four #511 (2004), les Quatre Fantastiques voyagent au paradis et rencontrent le personnage sous l’apparence de Jack Kirby. Celui-ci mentionne un partenaire, avec lequel il travaille ; il peut s'agir d'un hommage à Stan Lee.
Dans l'histoire Stormbreaker: The Saga of Beta Ray Bill #6 (2005), le démon appelé Astéroth est libéré par les énergies dégagées lors du combat de Beta Ray Bill et Stardust et apparemment détruit. Bill se rend ensuite sur Asgard, portant avec lui un « méta-orbe » contenant les âmes de la plupart des Korbinites (la race de Bill). Malheureusement, l’orbe a été infecté par Astéroth, qui s’incarne dans une version maléfique de Bill après avoir absorbé la plupart des âmes des Korbinites, se baptisant lui-même Oméga-Ray. Enragé de la perte de son peuple et de la disparition des Asgardiens, Bill se jette sur son adversaire, faisant appel à la foudre pour les détruire tous les deux. Alors que Bill git agonisant, une silhouette vêtue d’une robe blanche et dégageant une vive lumière sauve les dernières âmes survivantes du méta-orbe et explique à Bill qu'il est l’heure pour lui et son peuple d'un nouveau commencement.
Dans The Sensational Spider-Man (vol. 2) #40 (2007), l'entité, sous la forme d'un sans-abri rencontre Peter Parker lorsque sa tante May se trouve au bord de la mort, afin que Parker retrouve confiance en lui-même.
Dans l'histoire en quatre épisodes Spider-Man: One More Day (2007-2008), Méphisto affirme que le sacrifice de l'amour entre Peter Parker et Mary Jane Watson lui permettrait de triompher sur « Celui que je hais le plus », en parlant d'un être supérieur. Toutefois, les dernières paroles de Mary-Jane à Peter dans cet arc narratif, et la dernière page de The Amazing Spider-Man #600, insinuent qu'ils reviendront ensemble et que la victoire de Méphisto n'est que temporaire.

## Pouvoirs et capacités
« Celui-au-dessus-de-tout » est responsable de l'existence de toute la vie dans le multivers Marvel. Il est également le maître du gardien et de l'arbitre cosmique connu sous le nom de Tribunal vivant.
Aussi connu sous le nom de « Above-All-Others » (« [Celui-]au-dessus-de-tous-les-autres »), cette entité existe au-delà de toutes les formes de temps et d'espace, car ceux-ci font partie de sa création. Il apparait soit comme un homme ou comme une femme.

## Homonymie
Ne pas confondre « Dieu » (The One-Above-All ou Above-All-Others) avec le Céleste surnommé « The One Above All », le chef de la délégation lorsque la quatrième Armée Céleste vint sur Terre, celui-ci étant resté à bord du vaisseau-mère en orbite pendant le séjour de l’Armée Céleste sur Terre.